# Eriocaulon sinealaeum
Eriocaulon sinealaeum är en gräsväxtart som beskrevs av Kimp. Eriocaulon sinealaeum ingår i släktet Eriocaulon och familjen Eriocaulaceae.
Artens utbredningsområde är Kongo-Kinshasa. Inga underarter finns listade i Catalogue of Life.